# Кольтабанський сільський округ
Кольтаба́нський сільський округ (каз. Көлтабан ауылдық округі, рос. Кольтабанский сельский округ) — адміністративна одиниця у складі Байганінський району Актюбінської області Казахстану. Адміністративний центр — село Жарли.
Населення — 2262 особи (2021; 2622 у 2009, 2737 у 1999, 3018 у 1989).
Станом на 1989 рік існувала Кольтабанська сільська рада (села Жарли, Жарсай, Жданово, Кизиласкер).

## Склад
До складу округу входять такі населені пункти:
| Населений пункт     | Колишні назви    | Населення, осіб (1989) | Населення, осіб (1999) | Населення, осіб (2009) | Населення, осіб (2021) |
| ------------------- | ---------------- | ---------------------- | ---------------------- | ---------------------- | ---------------------- |
| Жарли, село         | -                | 1871                   | 2000                   | 1998                   | 1889                   |
| Жарсай, село        | -                | 314                    | -                      | -                      | -                      |
| Жингилдитогай, село | Кизиласкер       | 313                    | 189                    | 142                    | 11                     |
| Кораші, село        | Жданово, Караший | 520                    | 548                    | 482                    | 362                    |